# Omar Diop
Omar Diop né le 18 mars 1981 est un footballeur sénégalais évoluant au poste de défenseur.

## Carrière
- Alhilal Benghazi S.C.
- Al Medina Tripoli
- Qadsia Sporting Club